# Montesson
 Montesson  es una población y comuna francesa, en la región de Isla de Francia, departamento de Yvelines, en el distrito de Saint-Germain-en-Laye y cantón de Le Vésinet.

## Demografía
| 1 098 | 1 064 | 1 076 | 1 149 | 1 206 | 1 242 | 1 188 | 1 190 | 1 221 | 1 425 | 1 515 | 1 579 | 1 576 | 1 581 | 1 709 | 1 588 | 1 903 | 2 254 | 2 473 | 2 657 | 2 915 | 4 008 | 5 332 | 5 532 | 5 054 | 6 284 | 7 085 | 9 353 | 9 494 | 11 192 | 12 365 | 13 750 | 14 885 |
| Para los censos de 1962 a 1999 la población legal corresponde a la población sin duplicidades (Fuente: INSEE [Consultar]) |       |       |       |       |       |       |       |       |       |       |       |       |       |       |       |       |       |       |       |       |       |       |       |       |       |       |       |       |        |        |        |        |